# Gert Fröbe
Karl Gerhart „Gert” Fröbe (n. 25 februarie 1913, Oberplanitz, astăzi Zwickau-Planitz - d. 5 septembrie 1988, München) a fost un actor german. Fröbe este considerat unul din cei mai reprezentativi actori de rol de caracter din secolul trecut. A jucat în nenumărate filme de producție internațională de la rolul de criminal, diferite roluri de ofițeri germani din timpul războiului sau în filme cu James Bond.

## Filmografie selectivă
- 1945 Die Kreuzlschreiber
- 1948 Der Herr vom andern Stern
- 1948 Baladă berlineză (Berliner Ballade), regia R. A. Stemmle
- 1949 Nach Regen scheint Sonne
- 1951 Entscheidung vor Morgengrauen (Decision Before Dawn)
- 1952 Der Tag vor der Hochzeit
- 1953 Ein Mann auf dem Drahtseil (Man on a Tightrope)
- 1953 Salt mortal (Salto mortale)
- 1953 Die vertagte Hochzeitsnacht
- 1953 Ein Herz spielt falsch
- 1953 Arlette erobert Paris
- 1953 Hochzeit auf Reisen
- 1953 Die kleine Stadt will schlafen gehen
- 1954 Morgengrauen
- 1954 Das Kreuz am Jägerstein
- 1954 Mannequins für Rio
- 1954 Das zweite Leben
- 1954 Ewiger Walzer
- 1955 Herr Satan persönlich (Mr. Arkadin), regia Orson Welles
- 1955 Vom Himmel gefallen (Special Delivery)
- 1955 Der dunkle Stern
- 1955 Ich weiß, wofür ich lebe
- 1955 Eroii sunt obosiți (Les héros sont fatigués), regia Yves Ciampi
- 1955 Das Forsthaus in Tirol
- 1956 Ein Mädchen aus Flandern
- 1956 Ein Herz schlägt für Erika
- 1956 Waldwinter
- 1956 Robinson soll nicht sterben
- 1957 Der Mann, der sterben muß (Celui qui doit mourir)
- 1957 Taifun la Nagasaki (Typhon sur Nagasaki), regia Yves Ciampi
- 1957 Der tolle Bomberg
- 1957 Das Herz von St. Pauli
- 1957 Polizeiaktion Dynamit (Échec au porteur)
- 1958 Grabenplatz 17
- 1958 Rosemarie (Das Mädchen Rosemarie), regia Rolf Thiele
- 1958 Wolgaschiffer (I battelieri del Volga)
- 1958 Nasser Asphalt
- 1958 Der Pauker
- 1958 S-a întâmplat în plină zi (Es geschah am hellichten Tag), regia Ladislao Vajda
- 1958 Das Mädchen mit den Katzenaugen
- 1958 Kavaliere (Charmants garçons)
- 1958 Nick Knattertons Abenteuer
- 1959 Jons und Erdme
- 1959 Menschen im Hotel
- 1959 Am Tag, als der Regen kam
- 1959 Und ewig singen die Wälder
- 1959 Comoara din lacul Toplitz (Der Schatz vom Toplitzsee), regia Franz Antel
- 1959 Heidelbergul de altădată (Alt Heidelberg), regia Ernst Marischka
- 1959 Ihr Verbrechen war Liebe
- 1960 Das Erbe von Björndal
- 1960 Das kunstseidene Mädchen
- 1960 Soldatensender Calais
- 1960 Cei 1000 de ochi ai Dr. Mabuse (Die 1000 Augen des Dr. Mabuse), regia Fritz Lang
- 1960 Bis dass das Geld Euch scheidet …
- 1960 Die Nacht der Liebenden (Le bois des amants)
- 1960 Der Gauner und der liebe Gott
- 1961 Der grüne Bogenschütze
- 1961 Întoarcerea doctorului Mabuse (Im Stahlnetz des Dr. Mabuse), regia Harald Reinl
- 1961 Via Mala
- 1961 Auf Wiedersehen
- 1962 Ziua cea mai lungă (The Longest Day)
- 1962 Die Rote
- 1962 Testamentul doctorului Mabuse (Das Testament des Dr. Mabuse), regia Werner Klingler
- 1963 Der Mörder (Le meurtrier)
- 1963 Heute kündigt mir mein Mann
- 1963 Opera de trei parale (Die Dreigroschenoper)
- 1963 Heißes Pflaster (Peau de banane)
- 1964 100.000 Dollar in der Sonne (Centomila dollari al sole)
- 1964 Tonio Kröger
- 1964 Der Boss hat sich was ausgedacht (Echappement libre)
- 1964 Goldfinger
- 1965 Sturm über Jamaika (A High Wind in Jamaica)
- 1965 Acei oameni minunați în mașinile lor zburătoare (Those Magnificent Men in Their Flying Machines…), regia Ken Annakin
- 1965 Das Liebeskarussell
- 1966 Rififi in Paris (Du rififi à Paname)
- 1966 Ganovenehre
- 1966 Arde Parisul? (Paris brûle-t-il?), regia René Clément
- 1967 Eddie Chapman agent secret (Triple Cross), regia Terence Young
- 1967 Tolldreiste Kerle in rasselnden Raketen (Jules Verne’s Rocket to the Moon)
- 1967 Ich tötete Rasputin (J’ai tué Raspoutine)
- 1968 Caroline Chérie (Schön wie die Sünde) (Caroline chérie)
- 1968 Chitty Chitty Bang Bang (Chitty Chitty Bang Bang)
- 1969 Monte Carlo (Monte Carlo or Bust!), regia Ken Annakin
- 1971 Der Millionenraub ($)
- 1972 Ludwig II., regia Luchino Visconti
- 1973 Morgenstern am Abend (film TV)
- 1974 Der Räuber Hotzenplotz
- 1974 Zece negri mititei (And Then There Were None), regia Peter Collinson
- 1974 Der Mann ohne Gesicht (Nuits rouges)
- 1975 Die Öl-Piraten (Docteur Justice)
- 1975 Mein Onkel Theodor oder Wie man im Schlaf viel Geld verdient
- 1977 Das Gesetz des Clans
- 1977 Oul de șarpe (The Serpent's Egg), regia Ingmar Bergman
- 1977 Tod oder Freiheit
- 1978 Der Schimmelreiter
- 1978 Der Tiefstapler
- 1979 Legătură de sânge (Bloodline), regia Terence Young
- 1980 Umbrela lui Grégoire (Le coup du parapluie), regia Gérard Oury
- 1981 Șoimul (The Falcon), regia Vatroslav Mimica
- 1982 Der Raub der Sabinerinnen (film TV)
- 1984 August der Starke (film TV)
- 1984 Alte Sünden rosten nicht (film TV)
- 1986 Der kleine Vampir (serial TV)
- 1988 Die Schwarzwaldklinik (film TV)

Titlurile românești sunt parțial după Lumea filmului 

## Literatură
- Corciovescu, Cristina; Rîpeanu, Bujor T., Lumea filmului Dicționar de cineaști, București, 2005: Editura Curtea Veche, p. 597, ISBN 973-669-148-9;

## Vezi și
- Listă de filme străine până în 1989

## Legături externe
Materiale media legate de Gert Fröbe la Wikimedia Commons
- Gert Fröbe la Internet Movie Database